# Großherzogin-Charlotte-Brücke
Die Großherzogin-Charlotte-Brücke (französisch Pont Grande-Duchesse Charlotte, im Volksmund Rout Bréck, „Rote Brücke“ genannt) ist eine Straßenbrücke, die das Tal der Alzette in der Stadt Luxemburg überspannt und das Europaviertel auf dem Kirchberg-Plateau mit dem Stadtzentrum Luxemburgs (Limpertsberg) verbindet.
Benannt ist die Brücke nach der von 1919 bis 1964 amtierenden Großherzogin Charlotte von Nassau-Weilburg.

## Beschreibung
Die Großherzogin-Charlotte-Brücke ist eine sehr wichtige und stark befahrene Hauptverkehrsachse, über die die Route nationale 51 sowie die Tramlinie T 1 verläuft.
Sie ist 355 m lang und überspannt den Stadtteil Pfaffenthal in einer Höhe von 75 m über der Alzette. Sie war ursprünglich 25,07 m breit und hatte in jeder Fahrtrichtung drei je 3 m breite Fahrstreifen, die durch eine Betonleitwand getrennt waren, sowie beidseitige 1,97 m breite Gehwege.
Seit dem Umbau zwischen 2015 und 2020 hat sie nur noch zwei Fahrstreifen in jeder Richtung, aber dafür zwei Trambahngleise und auf 2,55 m bzw. 3,69 m verbreiterte Geh- und Radwege.
Sie besteht aus einem stählernen Fahrbahnträger, der auf jeder Seite von zwei ebenfalls stählernen schrägen Streben als Sprengwerk gestützt wird. Die Hauptöffnung ist – zwischen den Sockeln der Streben gemessen – 234,10 m weit und wird durch die Streben aufgeteilt in Stützweiten von 95,42 + 152,56 + 107,02 m. Die Fahrbahn befindet sich rund 75 m über dem Talboden. Der Fahrbahnträger besteht aus zwei Hohlkästen, der innen durch schräge Streben ausgesteift sind und mit seitlichen Kragarmen die überstehende orthotrope Platte des Fahrbahnträgers stützt. Die 6,00 m breiten Hohlkästen haben untereinander einen Abstand von ebenfalls 6,00 m. In der Mittelöffnung nimmt ihre Höhe von 6,39 m zur Mitte hin auf 2,80 m ab. An den Enden sind sie nur 2,30 m bzw. 2,77 m hoch. Die Streben sind ebenfalls Hohlkästen, deren Querschnitt bis zu den Gelenken auf 2,00 × 2,00 m abnimmt. Das Gesamtgewicht der Brücke beträgt rund 4900 Tonnen.

## Geschichte
Als das Großherzogtum Luxemburg 1952 vorläufiger Sitz der Europäischen Gemeinschaft für Kohle und Stahl (Montanunion) wurde, entwickelte es das Kirchberg-Plateau für die zukünftige Bebauung. Für die Verbindung mit dem Zentrum wurde eine große Straße mit einer Brücke über das Tal der Alzette geplant.
Auf die internationale Ausschreibung von 1957 gingen 68 Angebote ein, aus denen eine internationale Jury einige auswählte, die es der Regierung zur Annahme empfahl. Darauf erteilte der neu gegründete staatliche Fonds zur Urbanisierung und Entwicklung des Kirchberg-Plateaus (FUAK) dem Unternehmen Rheinstahl Union Brückenbau, Dortmund, als Generalunternehmer den Auftrag für eine Stahlbrücke nach den zusammen mit dem Architekten Egon Jux erstellten Plänen. Am Stahlbau war auch das MAN Werk Gustavsburg beteiligt.
Die Bauarbeiten begann am 20. April 1962 und wurden 1965 fertiggestellt. Für die Belastungsproben wurden 12 belgische Patton-Panzer ausgeliehen, um mit deren je 42 Tonnen das für die Tests notwendige Gewicht zu erreichen.
Die Brücke wurde am 24. Oktober 1966 von der inzwischen zugunsten ihres Sohnes abgedankten Großherzogin Charlotte eingeweiht.
Die Brücke diente als Vorbild für den 1972 bei Marseille eröffneten Viaduc de Martigues.
Die Brücke zog jahrelang Suizidanten an. 1990 wurde deshalb eine Schutzwand aus in Richtung Fußgängerweg gebogenem Plexiglas installiert.

## Sanierung
Die Brücke wurde von 2015 bis 2020 durch den für die Unterhaltung zuständigen FUAK umfangreich umgebaut und saniert und um ca. 1,5 Meter verbreitert.
Die Zahl der Fahrspuren für Kfz wurde von insgesamt sechs auf vier verringert, vor allem um Platz für eine neue Straßenbahnstrecke (zweigleisig), die Stater Tram, zu schaffen.
Zudem wurden die Fußgänger- und Radfahrwege auf beiden Seiten vergrößert und die Plexiglasinstallation durch einen metallischen Überkletterschutz ersetzt.

## Trivia: Farbe der Brücke
Bereits von Baubeginn an gab es hitzige Diskussionen über die Farbgebung der Brücke: Es wurde damals entschieden, die Brücke in karminrot (RAL 3002) zu streichen.
Fälschlicherweise hatte sich gleich nach Fertigstellung der Brücke das Gerücht verbreitet, die Brücke sei nur minimal gegen Rost geschützt, so dass der Farbton durch den durchscheinenden Rost zustande käme.
1989 wurde die Brücke bereits einmal vollständig neu gestrichen, weil der alte Anstrich sehr stark verwittert war.
Aufgrund einer Insolvenz der im Rahmen der Brückensanierung 2020 mit der Ausführung der Anstreicharbeiten beauftragten Firma musste eine neue Ausschreibung durchgeführt werden. Dieser Umstand und der anschließende Corona-Lockdown führten zu einer Verschiebung der Fertigstellung auf das Frühjahr 2022.
Der Kurzfilm Le pont rouge (1991, Regie: Geneviève Mersch) dokumentiert die Erfahrungen der Bewohner des Pfaffenthals, deren Häuser unter der Brücke stehen.